# Letni Pałac Namiestnikowski w Pradze

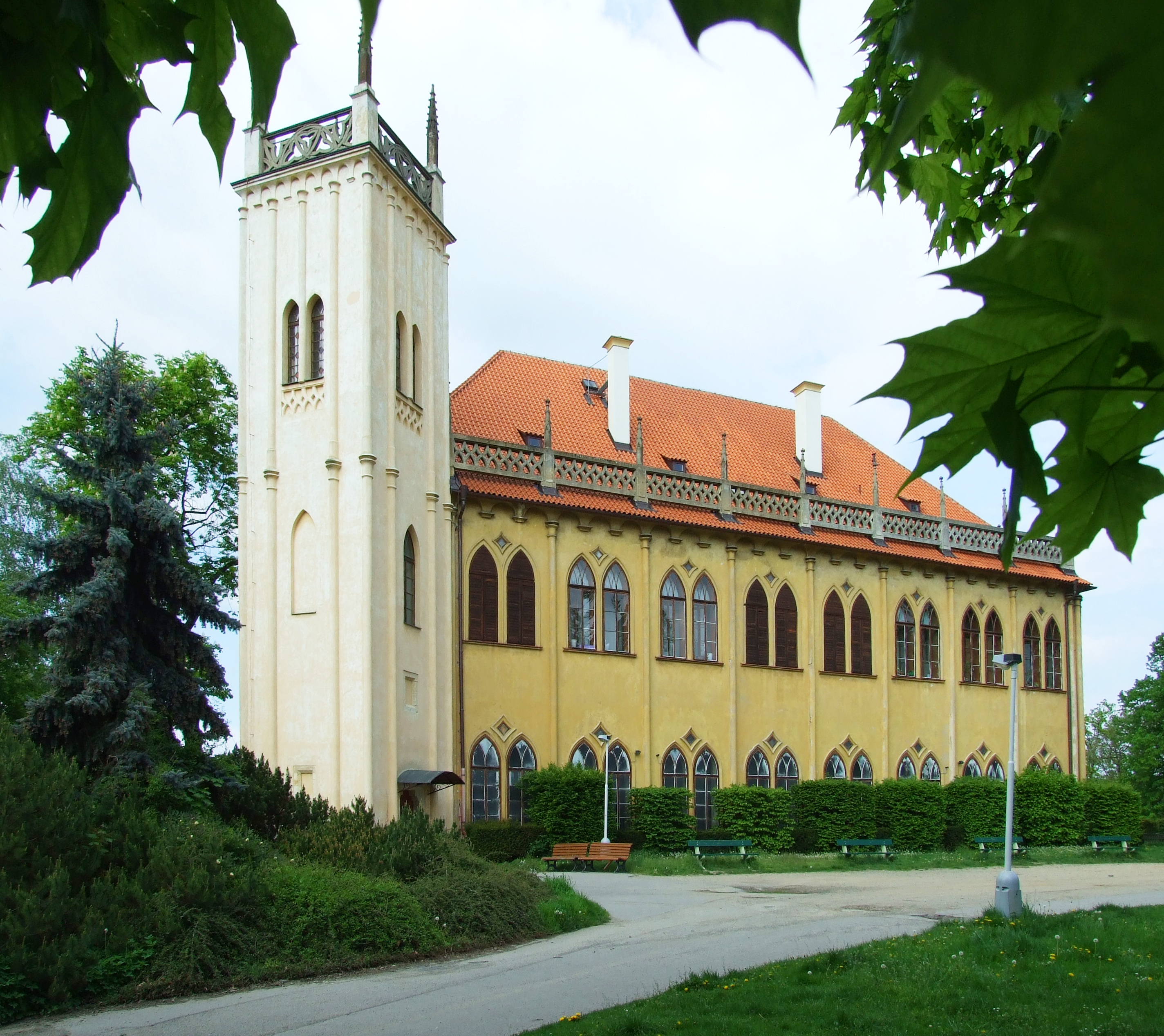
Letni Pałac Namiestnikowski w Pradze

Letni Pałac Namiestnikowski (cz. Místodržitelský letohrádek) – renesansowa (pierwotnie gotycka) budowla z końca XV wieku znajdująca się w południowo-zachodniej części parku Stromovka (dawny zwierzyniec królewski) w praskiej dzielnicy Bubeneč.
W końcu XV wieku, za panowania Władysława II Jagiellończyka zbudowano tutaj gotycki zameczek myśliwski. Do czasów współczesnych z tej budowli zachowała się wieża z kamienną klatką schodową z rzeźbą lwa.
Obecny, renesansowy, kształt pałacyku pochodzi z końca XVI wieku. Wtedy to za sprawą przebudowy uzyskał plan prostokąta. Zdobycie Pragi przez wojska szwedzkie w 1648 r. budynek przetrwał bez niszczeń.
W połowie XVII wieku Letni Pałac Namiestnikowski został połączony aleją kasztanową z Zamkiem na Hradczanach. Została ona zniszczona przez wojska francuskie podczas okupacji miasta w 1742 r., później jednak ją odtworzona. Niemniej jednak pałac w tym czasie niszczał i pozostawał niezagospodarowany.
W latach 1804–1805 w związku z otwarciem królewskiego zwierzyńca dla publiczności decyzją burgrabiego Jana Rudolfa Chotka doszło do kolejnej przebudowy pałacyku i rozbudowy o drugi obiekt w stylu angielskiego neogotyku. Doszło przede wszystkim do zmiany wyglądu fasady, jednak renesansowy kształt budowli nie został zatarty. Letni Pałac Namiestnikowski miał być siedzibą najwyższego burgrabiego. W 1849 r. został przyznany namiestnikom jako ich letnia siedziba, stąd jego współczesna nazwa.
Obecnie Letni Pałac Namiestnikowski służy jako archiwum i czytelnia oddziału czasopism Muzeum Narodowego.